# Бошофф, Якобус Николас
Якобус Николас Бошофф (африк. Jacobus Nicolaas Boshoff; 31 января 1808, Монтегю, Западно-Капская провинция — 21 апреля 1881, Питермарицбург) — южноафриканский (бурский) государственный деятель, был одним из фуртреккеров и вторым президентом Оранжевого Свободного государства с 1855 по 1859 год.

## Биография
Происходил из семьи гугенотов мыса Доброй Надежды, носивших фамилию Бозо, что было подтверждено генеалогическими исследованиями. Родился на ферме в округе Свеллендам, где начал получать начальное образование, а затем в Храфф-Рейнете под руководством шотландского учителя Уильяма Робертсона, который затем вернулся в Шотландию, где стал служителем церкви.
Был дважды женат, сначала на Адриане Петронелле Гертруиде ван Асвеген, а после её смерти в 1878 году на Луизе Перри. Его старший сын работал клерком в Филипполисе. В 1882 году президент ЮАР Пауль Крюгер пригласил его в Преторию, чтобы занять пост генерального казначея Южно-Африканской Республики.
В 1845 году стал секретарем, а затем председателем Верховного суда в Питермарицбурге. В 1847 году был назначен постоянным магистратом Клип-Ривера, а в 1850 году — постоянным магистратом Питермарицбурга. В это время также работал в Земельной комиссии и в Питермарицбургском муниципальном совете и принимал участие в разработке муниципальных законов. Политическая жизнь в Оранжевом Свободном Государстве была довольно нестабильной в 1850-х годах, между Фольксраадом и президентом государства регулярно возникали конфликты. При этом тяжелые политические решения часто принимались без энтузиазма и легко отменялись. 25 февраля 1858 года Якобус Николас Бошофф подал в отставку с 15 марта 1858 года из-за спора о порядке проведения собраний в Фольксрааде. Фольксраад принял отставку, но также высказал своё недовольство по этому поводу. Затем, он отозвал заявление об отставке после некоторых обсуждений, но это, в свою очередь, привело к отставке нескольких членов Фольксраада, среди которых был председатель. В городе люди в основном поддерживали политику Бошоффа, в знак поддержки стреляли в воздух и бросали «скипидарные шарики».
В начале 1858 года на границе с территорией народа басуто возникла напряженность, и война казалась неизбежной. Поскольку в то время в стране было тяжелое финансовое положение Бошофф испытывал большие трудности в организации обороны и покупке оружия. При покупке 50 винтовок по 6 фунтов за штуку ему пришлось просить отсрочку платежа на шесть месяцев. Либо помощь из Трансвааля, либо вмешательство со стороны мыса Доброй Надежды казались неизбежными. Правительство Оранжевого Свободного государства попросило губернатора Джорджа Грея выступить посредником между Оранжевым Свободным Государством и басуто. 29 сентября 1858 года был заключен мирный договор, в котором впервые были четко разграничены юрисдикции государств, в которых проживали басуто и африканеры, а также несколько правовых положений.
В 1860 году Мартинус Вессел Преториус был избран его преемником, и две бурские республики были затем недолго объединены под одним главой государства. Однако, этот эксперимент быстро провалился: Мартинус Вессел Преториус покинул пост президента Трансвааля и не отбыл свой срок полномочий в Оранжевом Свободном Государстве. На президентских выборах в 1863 году Бошофф был назван одним из четырех кандидатов, но затем Йоханнес Бранд был выдвинут Фольксраадом в качестве единственного кандидата.
В 1866 году продолжил свою политическую карьеру в Натале в должности члена Законодательного собрания округа Клип-Ривер. 21 апреля 1881 года умер в Уэстоне (Питермарицбург) и был похоронен на кладбище фуртреккеров. Когда известие о его смерти достигло Блумфонтейна, Фольксраад принял резолюцию в честь Бошоффа за его заслуги перед Оранжевым Свободным Государством.